# Carlos Guillén
Pour les articles homonymes, voir Guillén.
Carlos Alfonso Guillén (né le 30 septembre 1975 à Maracay, Aragua, Venezuela) est un joueur d'avant-champ ayant évolué dans la Ligue majeure de baseball de 1998 à 2011 pour les Mariners de Seattle et les Tigers de Detroit.
Il est invité au match des étoiles en 2004, 2007 et 2008. 

## Carrière

### Mariners de Seattle
Carlos Guillén est recruté en 1992 par les Astros de Houston et il fait partie des joueurs cédés par ces derniers aux Mariners de Seattle le 31 juillet 1998 pour acquérir le lanceur étoile Randy Johnson. Guillén fait ses débuts en Ligue majeure peu après ce transfert (6 septembre 1998).

### Tigers de Detroit
Il rejoint les Tigers de Détroit en 2004 à la suite d'un échange. Sous l'uniforme des Tigers, il dispute la Série mondiale 2006 sans la gagner. Il devient agent libre fin 2011 après 11 saisons à Detroit, la dernière passée surtout sur la liste des joueurs inactifs pour une fracture du genou gauche puis une blessure au poignet. Il signe un contrat des ligues mineures avec sa première équipe, les Mariners, le 1er février 2012. Le joueur d'avant-champ qui n'a joué que 59 parties dans ses trois dernières saisons annonce sa retraite le 6 mars suivant pendant le camp d'entraînement des Mariners.

### Palmarès
Évoluant dans le champ intérieur, principalement au poste d'arrêt-court, jusqu'en 2008, il prend place dans le champ extérieur en 2009 avant de surtout jouer au deuxième but dans les deux saisons qui suivent. 
Carlos Guillén a joué 1305 parties durant sa carrière de 14 saisons, soit 817 matchs pour les Tigers et 488 pour les Mariners. Avec 1331 coups sûrs, sa moyenne au bâton s'élève à ,285. Il compte 124 circuits, 660 points produits, 733 points marqués et 74 buts volés. Il représente trois fois les Tigers au match des étoiles, en 2004, 2007 et 2008. L'arrêt-court est la position sur le terrain qu'il a le plus souvent occupé (856) et il a disputé 189 matchs au troisième but.